# 피겨 AI
피겨 AI(Figure AI, Inc.)는 AI 기반의 휴머노이드 로봇 개발을 전문으로 하는 미국의 로봇공학 회사이다. 이 회사는 2022년 아처 항공 및 베터리의 설립자인 브렛 애드콕에 의해 설립되었다.

## 역사
2022년, 이 회사는 수동 노동을 위해 설계된 이족 보행 로봇인 프로토타입 Figure 01을 선보였으며, 처음에는 물류 및 창고 부문을 목표로 했다.
2023년 5월, 이 회사는 Parkway Venture Capital이 주도하는 투자자들로부터 7천만 달러를 유치했다.
2024년 1월 18일, 피겨 AI는 자동차 제조 시설에 휴머노이드 로봇을 배치하기 위해 BMW와 파트너십을 발표했다.
2024년 2월, 피겨 AI는 제프 베이조스, 마이크로소프트, 엔비디아, 인텔, 그리고 아마존과 오픈AI의 스타트업 자금 지원 부문을 포함하는 컨소시엄으로부터 6억 7,500만 달러의 벤처 캐피털 자금을 확보했다. 이 자금 지원으로 회사의 가치는 26억 달러로 평가되었다. 또한 오픈AI와 파트너십을 발표했다. 이 협력에는 오픈AI가 피겨 AI의 휴머노이드 로봇을 위한 전문 AI 모델을 구축하여 로봇이 "언어를 처리하고 추론"할 수 있도록 함으로써 피겨 AI의 개발 일정을 가속화하는 것이 포함된다.
2025년, 피겨 AI는 대규모 언어 모델이 "더 똑똑해지고 있지만 더욱 상품화되고 있다"고 언급하며 오픈AI와의 협력을 종료했다.
2월, 피겨 AI는 차세대 휴머노이드 로봇인 헬릭스를 발표했다.
2025년 3월 15일, 피겨 AI는 연간 12,000대의 휴머노이드를 생산하는 것을 목표로 하는 제조 시설인 BotQ를 소개했다. 피겨 AI는 점진적으로 자체 휴머노이드 로봇을 사용하여 추가 로봇 건설을 지원할 계획이다.

## 제품

### Figure 02
2024년 8월 6일, 피겨 AI는 휴머노이드 로봇의 새로운 버전인 Figure 02를 소개했다. 이 회사는 이를 산업용 휴머노이드 배치를 향한 다음 단계라고 설명했다. Figure 02는 팔다리에 통합된 케이블과 몸통에 통합된 배터리를 특징으로 한다. 온보드 비전 언어 모델과 결합된 6개의 RGB 카메라를 장착하고 있다. 엔비디아 RTX GPU 기반 모듈로 구동되며, 추론 기능은 이전 모델의 3배에 달하는 컴퓨팅 파워를 제공한다. 또한 마이크와 스피커를 갖추고 있으며, 오픈AI와 협력하여 개발된 맞춤형 AI 모델과 결합되어 인간과의 대화 기능을 용이하게 한다. 재설계된 5개의 손가락 로봇 손은 16개의 자유도를 가지고 있으며 최대 25kg의 물체를 운반할 수 있다. Figure 02 로봇은 사우스캐롤라이나주의 BMW 공장에서 테스트되었다.

### 헬릭스
헬릭스는 Figure 02의 진화된 버전으로, 인간과 유사한 손목, 손, 손가락을 포함하여 35개의 자유도를 가지고 있다. 두 대의 로봇을 동시에 제어할 수 있는 일반적인 비전-언어-액션 신경망인 헬릭스 VLA를 특징으로 한다. 이 시스템은 주변 환경을 관찰하고, 자연어 명령에 응답하며, 이전 세대에 필요한 확장된 훈련 없이 실제 세계와 상호 작용할 수 있다. 헬릭스는 두 대의 로봇을 동시에 제어하고 서로 협력하도록 지시할 수 있다. 각 로봇에는 두 개의 GPU가 있다. 시스템 2는 7-9Hz(초당 작업)로 고수준 계획을 처리하고, 시스템 1은 200Hz로 저수준 제어를 제공한다. 시스템 2는 작업을 계획하고, 시스템 1은 이를 실행한다. 피겨 AI는 자사의 로봇이 이전에 본 적이 없는 거의 모든 작은 가정용 물건을 집어 들 수 있다고 주장한다.